# Akiko Ashizawa
Pour les articles homonymes, voir Ashizawa.
Akiko Ashizawa (芦澤 明子, Ashizawa Akiko), née en 1951 à Tokyo (Japon), est une directrice de la photographie japonaise.

## Filmographie partielle
- 1994 : Yoi ko to asobô
- 1995 : Shitakute shitakute tamaranai onna
- 1995 : The Girl of Silence
- 1996 : Naked Blood : Megyaku
- 1996 : Yabu no naka
- 2000 : Kasei no waga ya
- 2001 : Misuzu
- 2001 : Unloved
- 2002 : Hatsu netsu : Love potion
- 2003 : Oshiego to kyôshi : Itazura hime hajime
- 2004 : Hazan
- 2004 : Obaadoraibu
- 2005 : Cameraman : Masao Tamai
- 2005 : Rofuto
- 2006 : Mrs.
- 2006 : Rétribution (叫, Sakebi?) de Kiyoshi Kurosawa
- 2007 : Sekai wa tokidoki utsukushii
- 2007 : Shisei : ochita jorôgumo
- 2007 : Yumejuya : Kaizokuban
- 2008 : Kimi no tomodachi
- 2008 : Shiawase no kaori
- 2008 : Tokyo Sonata (トウキョウソナタ, Tōkyō Sonata?) de Kiyoshi Kurosawa
- 2008 : UFO shokudô
- 2009 : 60-sai no rabu retâ
- 2009 : Documentary Zunô keisatsu Part III
- 2009 : Documentary Zunô keisatsu Part II
- 2009 : Documentary Zunô keisatsu Part I
- 2009 : Monokurômu no shôjo
- 2009 : Nankyoku ryôrinin
- 2009 : Shârî no koushoku jinsei to tenraku jinsei
- 2010 : Tôkyô-jima
- 2011 : End of the Night
- 2011 : Forgotten Dreams
- 2011 : Kodokuna wakusei
- 2011 : Chronique de ma mère (わが母の記, Waga haha no ki?) de Masato Harada
- 2012 : Kasanegafuti
- 2012 : Paikaji nankai sakusen
- 2012 : Shokuzai (贖罪?) de Kiyoshi Kurosawa
- 2013 : Junan
- 2013 : Moratoriamu Tamako
- 2013 : Real (リアル〜完全なる首長竜の日〜, Riaru〜Kanzen naru shuchō ryū no hi〜?) de Kiyoshi Kurosawa
- 2013 : Yume no kayoiji
- 2013 : Zekkyô gakkyû
- 2014 : Hanadama
- 2014 : Taki wo mini iku
- 2014 : Watashi toiu unmei ni tsuite
- 2015 : Sayonara (さようなら?) de Kōji Fukada
- 2015 : Vers l'autre rive (岸辺の旅, Kishibe no tabi?) de Kiyoshi Kurosawa
- 2016 : Koori no wadachi
- 2016 : Yamato (California)
- 2017 : Avant que nous disparaissions (散歩する侵略者, Sanpo suru shinryakusha?) de Kiyoshi Kurosawa
- 2017 : Invasion (予兆 散歩する侵略者, Yochō: Sanpo suru shinryakusha?) de Kiyoshi Kurosawa
- 2018 : L'Homme qui venait de la mer (海を駆ける, Umi o kakeru?) de Kōji Fukada
- 2019 : Au bout du monde (旅のおわり世界のはじまり, Tabi no owari sekai no hajimari?) de Kiyoshi Kurosawa

## Récompenses et distinctions
Sauf indication contraire, les informations mentionnées dans cette section peuvent être confirmées par la base de données cinématographiques IMDb,  présente dans la section « Liens externes ».
- Festival du film de Yokohama 2009 : prix de la meilleure photographie pour Tokyo Sonata, Kimi no tomodachi, Shiawase no kaori
- Prix du film Mainichi 2012 : meilleure photographie pour Chronique de ma mère[1]